# Barbara Buser

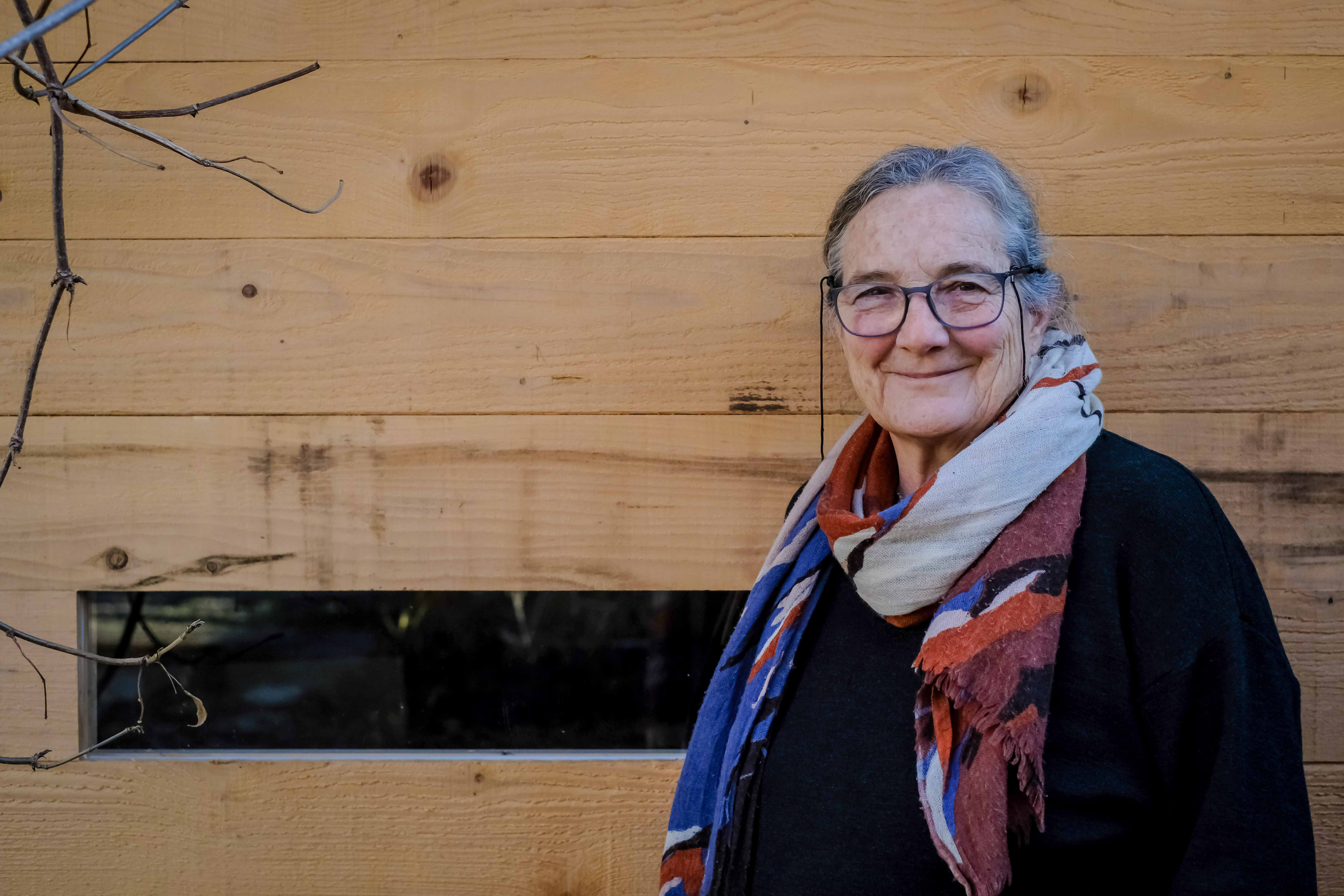
Barbara Buser (2022)

Barbara Buser (* 1954 in Zürich) ist eine Schweizer Architektin. Sie erhielt 2020 (zusammen mit Eric Honegger) den Prix Meret Oppenheim des Bundesamtes für Kultur.

## Leben und Werk
Barbara Buser schloss 1979 ihr Architekturstudium an der ETH Zürich ab. Sie arbeitete danach zehn Jahre im Dienst für technische Zusammenarbeit im Sudan und in Tansania.
1995 rief Buser zusammen mit Klara Kläusler den Verein «Bauteilbörse Basel» ins Leben, den sie bis 2006 präsidierte. An der Bauteilbörse werden nicht mehr gebrauchte Bauteile wiederverwendet.  1996 rief sie mit Max Honegger die denkstatt sàrl ins Leben, die sich als Think Tank auf Projektentwicklungen im urbanen und ländlichen Kontext spezialisiert.
1998 gründeten Barbara Buser und Eric Honegger das Baubüro Mitte, das inzwischen baubüro in situ heisst. Zu ihren grossen Umnutzungsprojekten gehören:
- Kaffeehaus «Unternehmen Mitte» in Basel, dem ehemaligen Sitz der Schweizerischen Volksbank
- Gundeldinger Feld sowie Erneuerung des umliegenden Gundeldingen-Quartiers (mit Wiederbelebung der Fabrik Sulzer Burckhardt)
- Alte Markthalle in Basel

Zu ihren internationalen Projekten zählt der Umbau des Kindl-Areals in Berlin.
Sie ist seit April 2024 ein Gesicht der Klimakampagne «Gut fürs Klima, gut für Basel» des Präsidialdepartementes des Kantons Basel-Stadt. Barbara Buser lebt und arbeitet in Basel.

## Auszeichnungen
- 2018: Prix cültür und Bebbi Prys in Basel.
- 2020: Schweizer Grand Prix Kunst / Prix Meret Oppenheim des Bundesamtes für Kultur, mit Eric Honegger, als Pioniere der Nachhaltigkeit.[5]
- 2021: Global Gold Award der Holcim Foundation for Sustainable Construction, an der Biennale Venedig, als Baubüro, für das Projekt K.118 in Winterthur.[6]
- 2024: Basler Kulturpreis in Basel[7]